# 증거법
|                                                                  |
| 형사소송법                                                       |
| 이념과 구조                                                      |
| 무죄 추정의 원칙 · 자백배제법칙 · 전문법칙                       |
| 증거보전청구권 · 형사보상청구권 · 독수독과이론                   |
| 실체적 진실주의 · 적정절차 · 신속한 재판의 원칙                  |
| 진술거부권 · 접견교통권 · 증거개시제도                           |
| 열람등사권 · 위법수집증거배제법칙                                |
| 법원                                                             |
| 제척 · 기피 · 회피 관할 · 이송 · 법관                            |
| 피고인과 변호인                                                  |
| 피고인 ·변호인 · 성명모용자 · 공동피고인 국선변호인 · 법정대리인 |
| 검사                                                             |
| 기소독점주의 · 검사 동일체의 원칙                                |
| 수사                                                             |
| 함정수사 · 불심검문 · 임의동행 · 동행요구 · 사법경찰관           |
| 구속                                                             |
| 구속영장 · 체포영장                                              |
| 증거법                                                           |
| 정황증거 · 전문증거 · 진술조서 · 진술서 · 실황조사서 · 검증조서  |
| 진술 · 증인                                                      |
| 재판                                                             |
| 공소장 · 공소장일본주의                                          |
| 고소 · 고발 · 고소불가분의 원칙 · 자수                           |
| 상소                                                             |
| 항소, 상고 & 비상상고                                            |
| 다른 7법 영역                                                    |
| 헌법 · 민법 · 형법                                               |
| 민사소송법 · 형사소송법 · 행정법                                 |
| 포털: 법 · 법철학 · 형사정책                                     |
| v • d • e • h                                                    |

증거법(evidence)은 재판에서 증거가 어떻게 쓰이고 어떤 증거가 허용되는지를 규율한 법이다. 미국에는 연방증거규칙이 있다. 재판에서 피고나 원고가 주장을 뒷받침하기 위해서 증거를 사용하는데 법관은 이를 바탕으로 발견한 증거의 종합한 결과 합리적 의심 없는 증명의 정도에 이르는가를 판단하게 된다. 증거가 사건과 관련된 사실의 존부에 영향을 미치는지 증거들이 신빙성을 가지고 있는지 증거로부터 경험칙, 과학법칙에 따른 합리적 추론을 통해 요증명제(구성요건요소인 사실)에 도달했는가가 증거법의 기반이 된다. 미국은 매우 복잡한 증거법 체계를 가지고 있으며 법학전문대학원 교과과목이자 변호사시험의 필수과목이다.
|                                                       |
| 증거법                                                |
| 영미법 시리즈                                         |
| 증거의 종류                                           |
| 증언 · 물증                                           |
| 전자증거 · 무죄입증 증거                              |
| 과학적 증거 · 물적 증거                               |
| 목격자지목 · DNA증거                                  |
| 거짓말                                                |
| 관련성                                                |
| 입증책임 · 증거기초                                   |
| 공공복리예외 · 오염 · 성격증거                        |
| 습관증거 · 유사사실                                   |
| 진위확인                                              |
| 관리 연속성 · 주지의 사실                             |
| 최량증거원칙 · 자기확증문서 · 오래된 문서             |
| 증인                                                  |
| 증인적격 · 증언거부특권                               |
| 직접신문 · 교호신문 · 재직접신문                      |
| 탄핵증거                                              |
| 기록된 기억 · 전문가증언                              |
| 사망자 규정                                           |
| 전문증거와 예외                                       |
| 영국법 · 미국법                                       |
| 자백 · 업무상 기록                                    |
| 흥분 상태의 언급 · 임종시의 진술                      |
| 일방 당사자의 자인 · 오래된 문서                      |
| 이익에 반하는 진술 · 현장성 감각 인상 · 부대상황 사실 |
| 권위학술서 · 비언어적 행동                            |
| 미국법의 다른 영역                                    |
| 계약법 · 불법행위법                                   |
| 재산법 과 미국의 유언신탁법                           |
| 형법 · 증거법                                         |

## 대한민국

### 형사소송법 제2편 제3장 제2절(제307조~제318조의3)
형사소송법 제308조에 따르면 법관의 자유판단에 따라 증거의 증명력이 결정된다. 단, 제308조의2부터 제310조의2까지의 법령에 따라 증거능력을 제한할 수 있고, 제314조에 따라 예외상황이 발생할 경우 진술을 요하는 자의 진술에 준하는 자료를 증거로 인정할 수 있다.

## 미국

### 캘리포니아주 증거법
주민발안 제8조에 의해 모든 관련 증거는 형사재판에서 증거능력이 있다. 단 제8조의 예외로 (1) 전문증거, (2) 성폭행피해자 보호법, (3) 1982년 이전 특권, (4) 유죄를 인정하는 제안, (5) 취소된 유죄 인정, (6) 위법수집증거배제법칙, (7) 언론인의 특권, (8) 판사의 재량 등이 있다.

## 같이 보기
- 증거
- 미국연방증거법
- 증거능력

## 참고 문헌
- 형사증거법 및 사실인정론, 사법연수원 출판부, 2010.[쪽 번호 필요]
- 권오걸, 사실인정과 형사증거법, 경북대학교출판부, 2014. ISBN 9788971804032
- 권영법, 형사소송과 과학적 증거, 세창출판사, 2012. ISBN 9788984113770
- 권영법,  형사 증거법 원론,세창출판사,2013